# 包金
包金是銅器裝飾工藝。金被鍛成薄片後，包裹在器物（如：銅器）的淺浮雕的表面。傳統上，會藉助粘結劑和機械勾連連接、包裹器物以後，再在金片上鏨花。以同樣的方法，可以包銀。